# 헤라 힐마르
헤라 힐마르(아이슬란드어: Hera Hilmar, 1988년 12월 27일 ~ )는 아이슬란드의 배우이다.

## 작품 목록
- 안나 카레니나 (2002)
- 모털 엔진 (2018) - 헤스터 쇼 역
- 더 아스람 (2018)